# Anachis avaroides
Anachis avaroides is een slakkensoort uit de familie van de Columbellidae. De wetenschappelijke naam van de soort is voor het eerst geldig gepubliceerd in 1975 door Nordsieck.